# Big 12 Conference
La Big 12 Conference è un'associazione sportiva di istituti statunitensi, membro della divisione I del National Collegiate Athletic Association per tutti gli sport.
È nata nel 1994 quando le otto componenti della Big Eight Conference si unirono a quattro fra i maggiori atenei texani che facevano fino ad allora parte della Southwest Conference. Da sempre considerata fra le major conference, la Big 12 raggruppa le maggiori scuole del Midwest, vale a dire quella fascia geografica che va dal Texas al Nebraska, conosciuta anche come regione delle grandi praterie. La conference ha nel football americano il suo sport più popolare, ma anche la pallacanestro è forte (su tutte Kansas ha una grande tradizione, ed è stata allenata persino da James Naismith, l'inventore del gioco). La Big 12 ha sede a Dallas.

## Le squadre
| Nome                                  | Sede                             | Fondata nel | Studenti | Soprannome   | Mascotte                    | Sport praticati | Anno di entrata |
| ------------------------------------- | -------------------------------- | ----------- | -------- | ------------ | --------------------------- | --------------- | --------------- |
| Università dell'Arizona               | Tucson, Arizona                  | 1885        | 53 187   | Wildcats     | Wilbur e Wilma              | 22              | 2024            |
| Università statale dell'Arizona       | Tempe, Arizona                   | 1885        | 57 144   | Sun Devils   | Sparky                      | 26              | 2024            |
| Baylor University                     | Waco, Texas                      | 1845        | 20 824   | Bears        | Judge                       | 18              | 1996            |
| Brigham Young University (BYU)        | Provo, Utah                      | 1875        | 34 937   | Cougars      | Cosmo the Cougar            | 21              | 2023            |
| Università di Cincinnati              | Cincinnati, Ohio                 | 1819        | 46 710   | Bearcats     | The Bearcat                 | 18              | 2023            |
| Università del Colorado - Boulder     | Boulder, Colorado                | 1876        | 37 153   | Buffaloes    | Ralphie the Buffalo / Chip  | 16              | 2024            |
| Università di Houston                 | Houston, Texas                   | 1927        | 46 676   | Cougars      | Shasta                      | 17              | 2023            |
| Università statale dell'Iowa          | Ames, Iowa                       | 1858        | 30 177   | Cyclones     | Cy                          | 16              | 1996            |
| Università del Kansas                 | Lawrence, Kansas                 | 1865        | 29 355   | Jayhawks     | Big Jay / Baby Jay          | 16              | 1996            |
| Università statale del Kansas         | Manhattan, Kansas                | 1863        | 19 745   | Wildcats     | Willie                      | 16              | 1996            |
| Oklahoma State University-Stillwater  | Stillwater, Oklahoma             | 1890        | 26 008   | Cowboys      | Pistol Pete                 | 16              | 1996            |
| Texas Christian University (TCU)      | Fort Worth, Texas                | 1873        | 12 785   | Horned Frogs | Super Frog                  | 15              | 2012            |
| Texas Tech University                 | Lubbock, Texas                   | 1923        | 28 001   | Red Raiders  | The Masked Rider/Raider Red | 17              | 1996            |
| University of Central Florida (UCF)   | Orlando, Florida                 | 1963        | 69 320   | Knights      | Knightro                    | 16              | 2023            |
| Università dello Utah                 | Salt Lake City, Utah             | 1850        | 34 734   | Utes         | Swoop                       | 19              | 2024            |
| Università della Virginia Occidentale | Morgantown, Virginia Occidentale | 1867        | 24 200   | Mountaineers | The Mountaineer             | 16              | 2012            |

- Colorado è stato membro della Big 12 Conference dal 1996 al 2011.

## Ex squadre
| Nome                           | Sede             | Fondata nel | Soprannome | Unirsi | Partito | Conferenza in corso     |
| ------------------------------ | ---------------- | ----------- | ---------- | ------ | ------- | ----------------------- |
| Università dell'Oklahoma       | Norman, Oklahoma | 1890        | Sooners    | 1996   | 2024    | Southeastern Conference |
| Università del Texas ad Austin | Austin, Texas    | 1883        | Longhorns  | 1996   | 2024    | Southeastern Conference |